# Weigeltisaurus
Weigeltisaurus is een geslacht van uitgestorven weigeltisauride reptielen uit de Kupferschiefer uit het Laat-Perm van Duitsland en Marl Slate van Engeland. Het heeft een enkele soort, oorspronkelijk benoemd als Palaeochamaeleo jaekeli in 1930 en later de naam Weigeltisaurus jaekeli toegekend in 1939, toen werd onthuld dat Palaeochamaeleo een bezette naam was. Een recensie uit 1987 door Evans en Haubold plaatste later Weigeltisaurus jaekeli onder Coelurosauravus als een tweede soort van dat geslacht. Een herbeoordeling in 2015 van schedelmorfologiestudie bevestigde de geldigheid van Weigeltisaurus en latere auteurs hebben dit geslacht gebruikt. Net als andere Weigeltisauriden, bezaten ze lange staafachtige botten die uitstraalden vanuit de romp en die waarschijnlijk werden gebruikt om membranen te ondersteunen die werden gebruikt voor zweefvliegen, vergelijkbaar met de huidige Draco-hagedissen.

## Ontdekkingsgeschiedenis
De eerste overblijfselen van Weigeltisaurus jaekeli werden beschreven door Johannes Weigelt in 1930: een exemplaar (SSWG 113/7) gevonden in de Kupferschiefer nabij de stad Eisleben in Saksen-Anhalt, Duitsland. Het exemplaar werd in 1913 gekocht van een fossielenhandelaar door Otto Jaekel. Jaekel had de benige staven beschouwd als staartvinstekels van de coelacanth Coelacanthus granulatus die ook bekend was van de Kupferschiefer, en dus werden de staven weggeprepareerd om het skelet bloot te leggen. Johannes Weigelt noemde de nieuwe soort Palaeochamaeleo jaekeli zowel ter ere van Jaekel als in verwijzing naar de gelijkenis van de schedelmorfologie met die van kameleons.
In hetzelfde jaar merkte Friedrich von Huene de gelijkenis van het exemplaar op met Coelurosauravus elivensis uit Madagaskar, die in 1926 door Jean Piveteau was beschreven, en concludeerde dat beide dieren nauw verwant waren en klimmende reptielen vertegenwoordigden. In 1939 merkte Oskar Kuhn op dat Palaeochamaeleo al in 1903 in een andere publicatie was gebruikt, en stelde hij de nieuwe geslachtsnaam Weigeltisaurus voor ter ere van Weigelt.

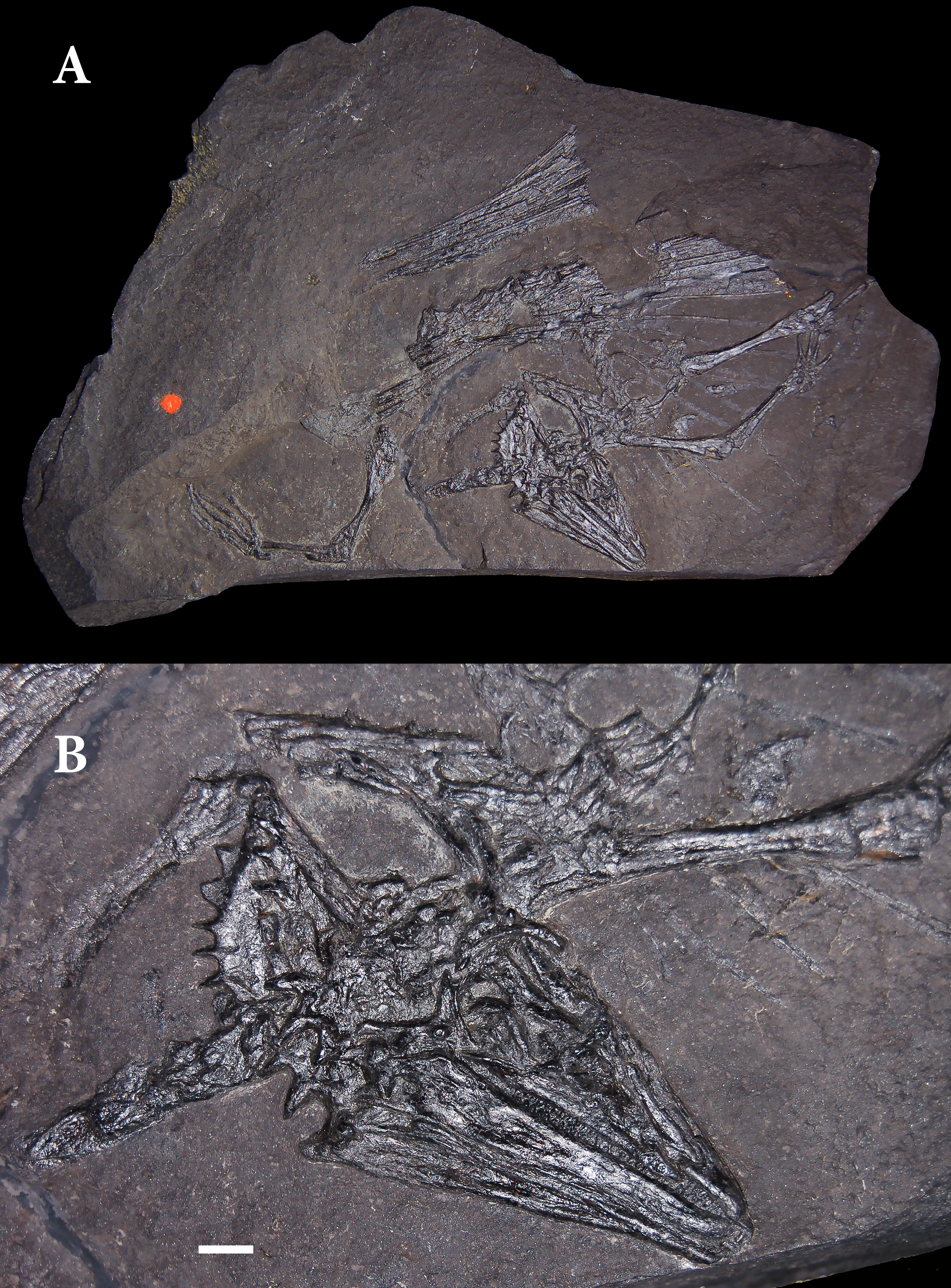
Het holotype

In publicaties in 1976 en 1986 beschreef Günther Schaumberg verdere exemplaren van Weigeltisaurus uit de Kupferschiefer van Duitsland. Vanwege het feit dat de benige staven ook aanwezig waren bij deze skeletten, en het feit dat de staven slechts oppervlakkig vergelijkbaar waren met coelacante stekels, stelde Schaumberg (1976) dat ze delen van het skelet van het dier vertegenwoordigden en werden gebruikt voor zweefvluchten. In 1979 werd een exemplaar (TWCMS B5937.1) beschreven uit Eppleton Quarry nabij Hetton-le-Hole in Tyne and Wear in Noord-Engeland, in sedimenten die deel uitmaken van de Marl Slate, een eenheid die gelijk is aan de Kupferschiefer. Dit exemplaar kreeg in 1982 een gedetailleerde beschrijving van Susan E. Evans; in de publicatie plaatste ze Coelurosauravus en Weigeltisaurus in de nieuwe familie Coelurosauravidae.
In 1987 stelden Evans en Haubold voor dat Weigeltisaurus jaekeli een soort van Coelurosauravus vertegenwoordigde, en synoniem was aan Gracilisaurus ottoi, die in 1930 door Weigelti met Weigeltisaurus jaekeli was beschreven vanuit een niet-gearticuleerd postcraniaal skelet van de Kupferschiefer.
In 2007 presenteerden en bespraken Schaumberg, Unwin en Brandt nieuwe skeletdetails van Weigeltisaurus, het mechanisme van het ontvouwen en vouwen van de vlieghuid en presenteerden dunne delen van de staven met lamellair bot.
In 2015 herbeschreven V. V. Bulanov & A. G. Sennikov Coelurosauravus elivensis en Coelurosauravus jaekeli in twee afzonderlijke publicaties en concludeerden dat de generieke scheiding moet worden gehandhaafd, waardoor Weigeltisaurus als een geldig geslacht moet worden hersteld.
In 2021 werd een uitgebreide beschrijving van een grotendeels compleet exemplaar van Weigeltisaurus (SMNK-PAL 2882) gepubliceerd, dit exemplaar werd in 1992 verzameld in de buurt van de stad Ellrich in Saksen-Anhalt, en was kort beschreven in een publicatie uit 1997 in Science. De tegenplaat van het exemplaar bevindt zich in een privécollectie en is niet toegankelijk voor onderzoekers.

## Beschrijving

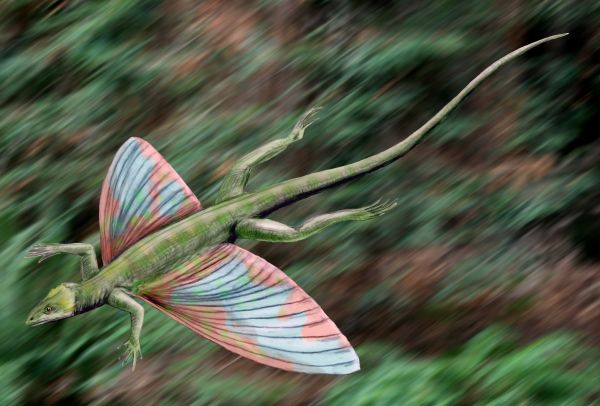
De glijvlucht

### Schedel en kaken
Net als bij andere weigeltisauriden zijn de schedel en onderkaken van Weigeltisaurus bedekt met hoorns en knobbeltjes, waaronder een gehoornde craniale franje die aanwezig is op zowel de wandbeenderen als de squamosa, in tegenstelling tot de toestand bij Coelurosauravus en Glaurung, waar alleen knobbeltjes aanwezig zijn op het wandbeen. De tanden zijn enigszins heterodont, waarbij de voortanden klein en pinachtig zijn, terwijl de achterste tanden lancetvormig en teruggebogen zijn.

### Ledematen
De handen en voeten hebben langwerpige vingerkootjes, vergelijkbaar met die van huidige boomhagedissen.

### Staart
Ten minste tweeëntwintig staartwervels zijn aanwezig op het skelet, de achterste staartwervels hebben langwerpige centra, vergelijkbaar met die van huidige hagedissen.

### Benige staven
Er zijn minimaal vierentwintig paar langwerpige benige staven aanwezig langs de wervelkolom van Weigeltisaurus. Het zijn geen ribben, maar andere botten. Er is voorgesteld dat ze ofwel gemodificeerde gastralia vertegenwoordigen (ongemodificeerde gastralia zijn ook aanwezig op het skelet) of een nieuwe botbeenvorming. De achtste staaf is de langste.

## Paleo-omgeving
De Kupferschiefer en de equivalente Marl Slate is een mariene eenheid die deel uitmaakt van de Zechstein, een opeenvolging van rotsen gevormd aan de rand van de Zechsteinzee, een grote ondiepe binnenzee die in Noord-Europa bestond tijdens het Laat-Perm. De omgeving op het moment van afzetting wordt als semi-aride beschouwd. De terrestrische flora van de Zechstein wordt gedomineerd door coniferen, waarbij ook zaadvarens veel voorkomen, terwijl taeniopteriden, ginkgophytes en sphenophytes zeldzaam zijn. Andere terrestrische gewervelde dieren die in de Kupferschiefer en lagere Zechstein worden gevonden, zijn de mede-weigeltisauride Glaurung, de vroege archosauromorf Protorosaurus, de pareiasauriër Parasaurus, de cynodont Procynosuchus en onbepaalde captorhiniden, dicynodonten en dissorophide temnospondylen.

## Glijvluchten

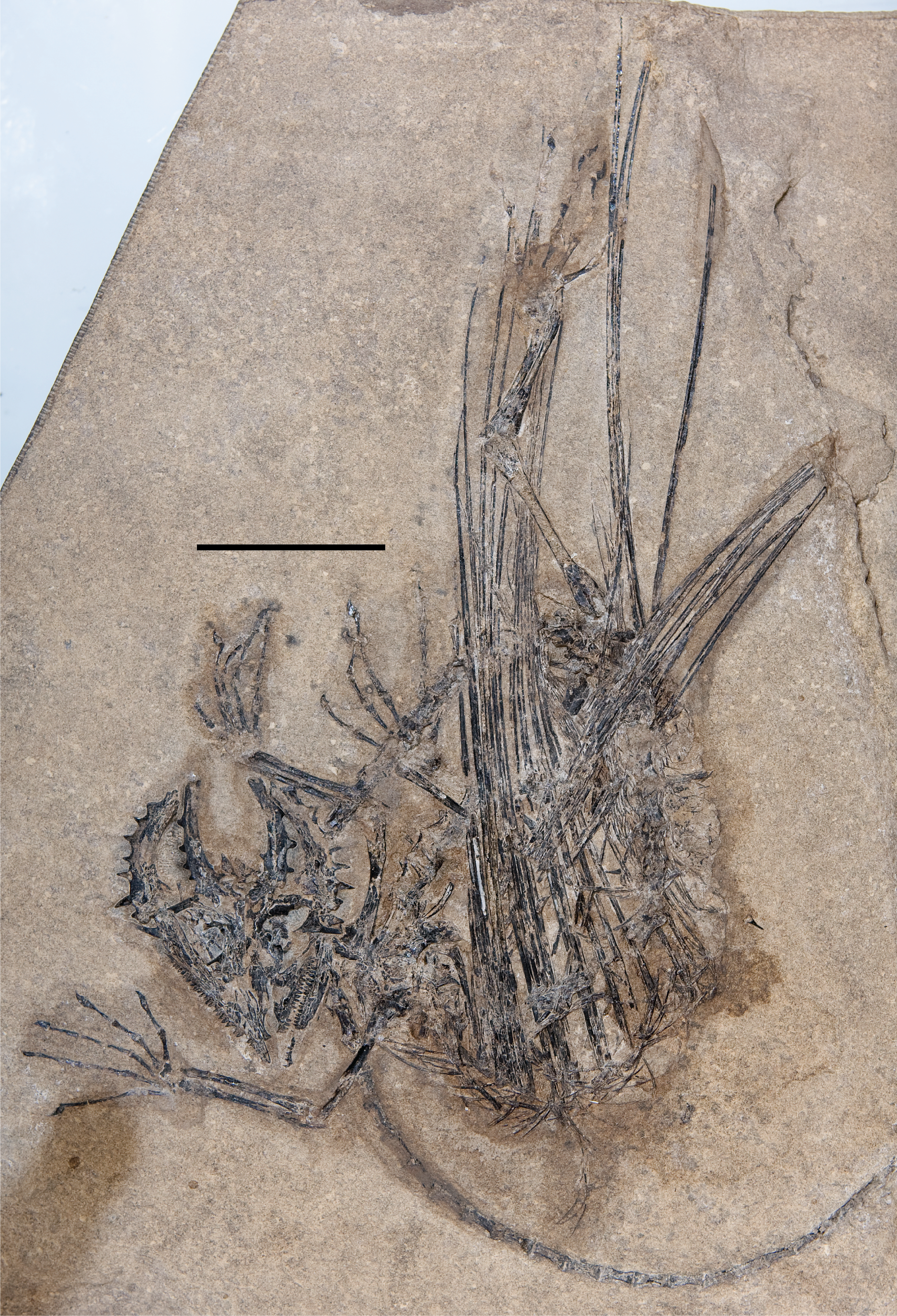
SMNK-PAL 2882

Het glijdende membraan van weigeltisauriden verschilt van dat van andere glijdende reptielen, die afkomstig zijn van gemodificeerde ribben van het bovenste zijoppervlak van het lichaam. Bij weigeltisauriden daarentegen zijn de staven afkomstig van het onderste laterale oppervlak van het lichaam. Het oprollen en ontvouwen van het glijdende membraan werd waarschijnlijk gecontroleerd door de buikspieren. Bewaarde fossielen laten zien dat de benige staven een hoge mate van flexibiliteit hadden, vergelijkbaar met de ribben van levende glijdende hagedissen. Vanwege de lage vleugelconfiguratie is het waarschijnlijk dat het glijoppervlak naar boven is gekanteld om de stabiliteit te vergroten. Bij levende glijdende hagedissen is gebleken dat de voorpoten het membraan tijdens de vlucht vastgrijpen, wat suggereert dat de voorpoten het draagvlak controleren. Soortgelijk gedrag is voorgesteld voor weigeltisauriden. In een onderzoek uit 2011 waarin Coelurosauravus en andere uitgestorven glijdende reptielen werden vergeleken met moderne Draco-soorten, bleek Coelurosauravus een minder efficiënte zwever te zijn vanwege zijn grotere lichaamsgrootte, met een steile daalhoek van meer dan vijfenveertig graden en een daaruit voortvloeiende aanzienlijke hoogtedaling per glijvlucht.

## Lijst van specimina
- Greifswald-exemplaar (SSWG 113/7): Holotype van Palaeochamaeleo/Weigeltisaurus/Coelurosauravus jaekeli (Weigelt, 1930). Een gedeeltelijk skelet met een goed bewaarde schedel, wervels, ledematen en glijdende structuren.
- GM 1462: Holotype van Gracilisaurus ottoi (Weigelt, 1930). Een gedeeltelijk skelet inclusief een voorpoot, nekwervels, schedelfragmenten en glijdende structuren.
- Wolfsberg & Cornberg-exemplaren: Particuliere exemplaren beschreven door Schaumberg (1976).
- Eppleton-exemplaar (TWCMS B.5937 1 & 2): een goed bewaard gebleven gedeeltelijk skelet inclusief de romp, achterpoten, een deel van de staart en glijdende structuren, allemaal in articulatie. Het enige Coelurosauravus-exemplaar dat bekend is uit Engeland, met name de Marl Slate bij Hetton-le-Hole, Tyne and Wear. Voor het eerst beschreven in Nature door Pettigrew (1979).
- Bodental-exemplaar: een particulier exemplaar beschreven door Schaumberg (1986).
- Ellrich-exemplaar (SMNK 2882 PAL): Een goed bewaard en volledig gearticuleerd compleet skelet dat voor het eerst werd beschreven in het tijdschrift Science door Frey, Sues, & Munk (1997).